# فهرست اصطلاحات شکار
این فهرست ناکاملی از اصطلاحات مربوط به شکار در زبان فارسی است.

## فهرست
- آمپایه کردن
- باد چاق‌کردن
- پنج‌تیر پران
- پوکه
- تاکسیدرمی
- تروفه
- تفنگ ته‌پر
- تفنگ دست‌کش
- تفنگ دولول روی‌هم
- تفنگ دولول
- تفنگ ساچمه‌زنی
- تفنگ سرپر
- تفنگ کمرشکن
- تفنگ گلوله‌زنی
- تله
- توله
- چارپاره
- چاقوی شکاری
- چوک
- دوربین تفنگ
- زاج
- زاج‌کاری
- سالوکی
- تازی
- سگ شکاری
- شکار جَرگه
- شکار
- قُرُق
- قُنداق
- قوش
- قوش‌بازی
- کُله
- کوله‌کش
- کومه
- گلنگدن
- لگد
- مَرمی
- مگسک
- نِسار
- نرمون